# Sapogne-et-Feuchères
Sapogne-et-Feuchères település Franciaországban, Ardennes megyében. Lakosainak száma 516 fő (2022. január 1.). Sapogne-et-Feuchères Dom-le-Mesnil, Hannogne-Saint-Martin, Omicourt, Saint-Aignan, Vendresse és Flize községekkel határos.

## Népesség
A település népessége az elmúlt években az alábbi módon változott:
| Lakosok száma | 402  | 450  | 473  | 491  | 524  | 519  | 516  | 515  | 515  | 516  |
|               | 1968 | 1982 | 1990 | 2006 | 2013 | 2015 | 2017 | 2019 | 2020 | 2022 |